# Гест, Корнелис ван дер
Корнелис ван дер Гест (нидерл. Cornelis van der Geest; 1555 — 10 марта 1638) — выдающийся фламандский коллекционер и меценат, коммерсант и торговец специями, поддерживавший многих художников в Антверпене, создатель собственной коллекции живописи. Декан гильдии галантерейщиков Антверпена.
Гест был другом многих художников. Его портреты писали Антонис ван Дейк и Питер Пауль Рубенс. В качестве куратора (советника) при составлении своей коллекции ван дер Гест пригласил художника Виллема ван Хехта (Хахта), который написал несколько картин (хорошо известны пять) с изображением картинной галереи Геста — кунсткамеры (constcammer), находящихся в ней произведений искусства. На одной из них представлены многие известные современники во время визита в Антверпен штатгальтера испанских Нидерландов, эрцгерцога Австрии Альбрехта VII и его супруги Изабеллы Клары Евгении.
На картине Виллема ван Хехта изображены (слева направо) Клара Евгения из Испании, эрцгерцог Альбрехт из Австрии, Питер Пауль Рубенс, польский великий князь Владислав IV Ваза в чёрной шляпе (посетивший галерею ван дер Геста в 1624 году) — хозяин показывает ему картину Квентина Массейса «Мадонна с Младенцем».
В коллекции ван дер Геста были две картины Квентина Массейса, одну из которых, «Мадонну», можно увидеть на картине Ван Хехта. Другие работы, включённые в картину ван Хехта, — «Женщины за туалетом» Яна ван Эйка, натюрморт Франса Снейдерса, «Скалистый пейзаж» Корнелиса ван Далема, «Церера» Адама Эльсхаймера, «Даная» Ван Хехта, «Битва амазонок» и портрет Питера Пауля Рубенса, картины Питера Артсена, Яна Вирикса и сцены охоты Яна Вильденса. На картине также изображены некоторые скульптуры Ван дер Геста и копии знаменитых античных статуй: Венеры Медичи, Фарнезского Геркулеса и Аполлона Бельведерского.

## Кунсткамера ван дер Геста и некоторые картины его собрания

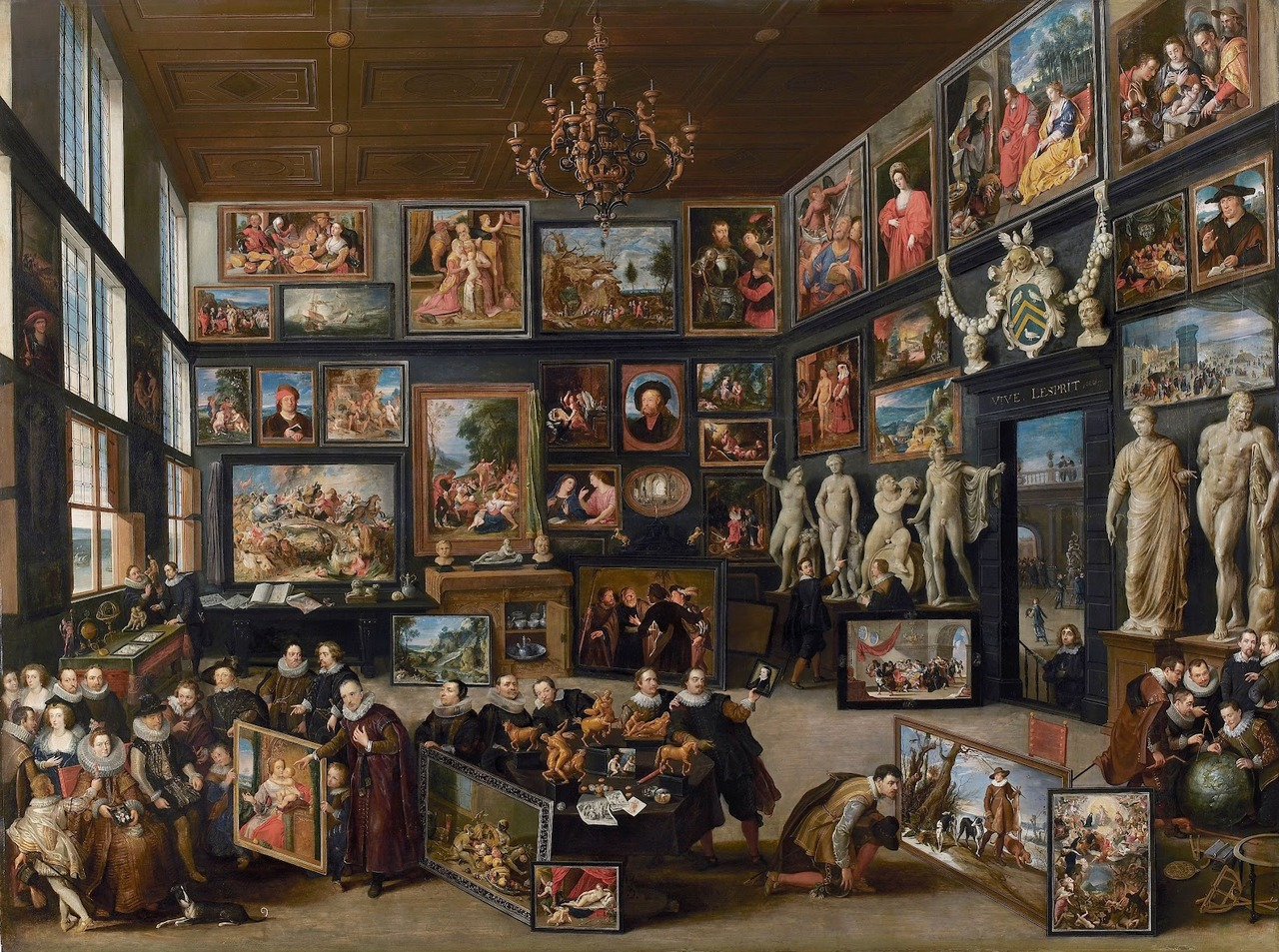
В. ван Хахт. Галерея Корнелиса ван дер Геста. 1628. Дерево, масло. Дом Рубенса, Антверпен
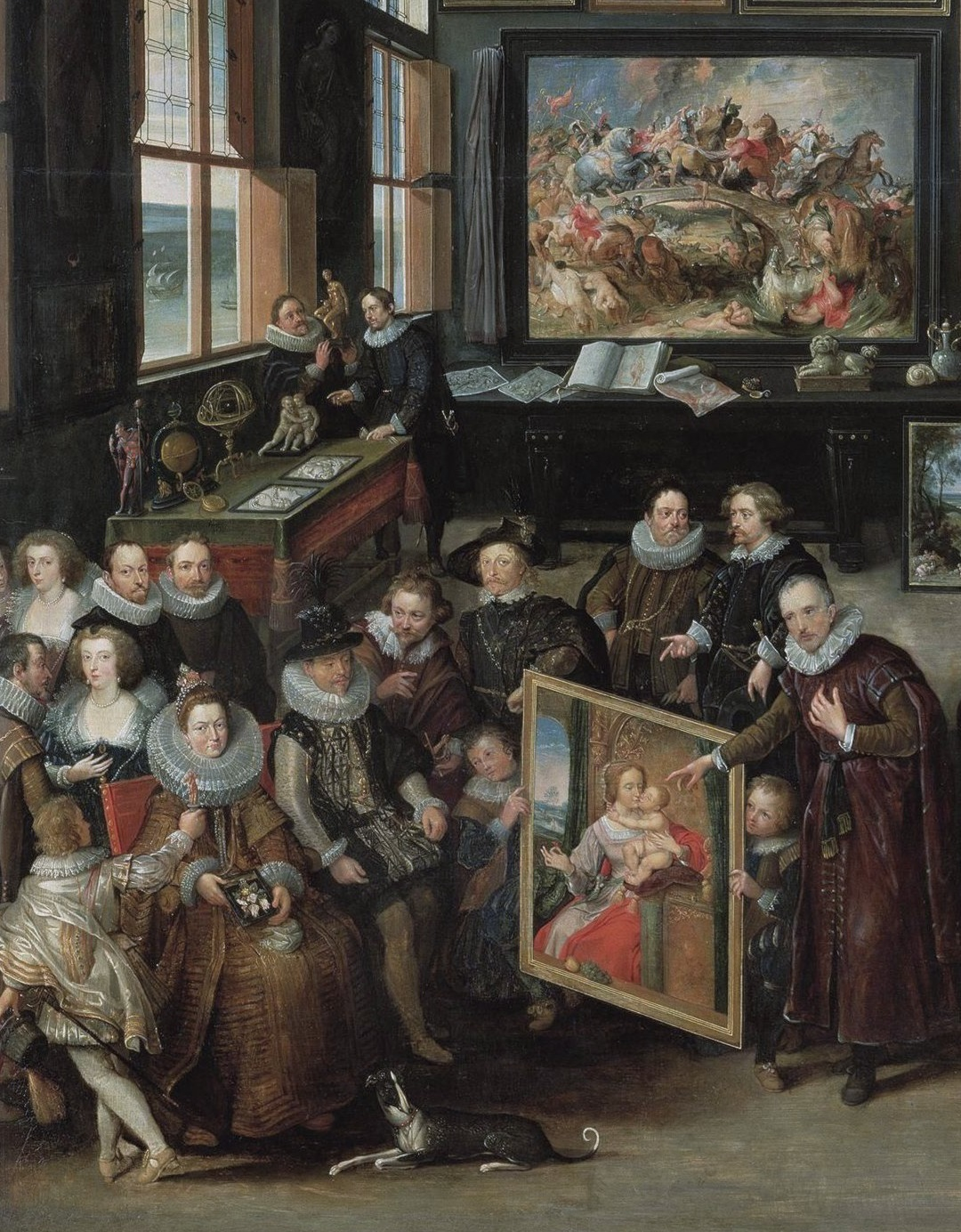
Деталь картины «Галерея Корнелиса ван дер Геста». Слева направо: Клара Евгения, эрцгерцог Альбрехт, Питер Пауль Рубенс, великий князь Владислав IV Ваза в чёрной шляпе, Корнелис ван дер Гест показывает ему картину Квентина Массейса «Мадонна с Младенцем»
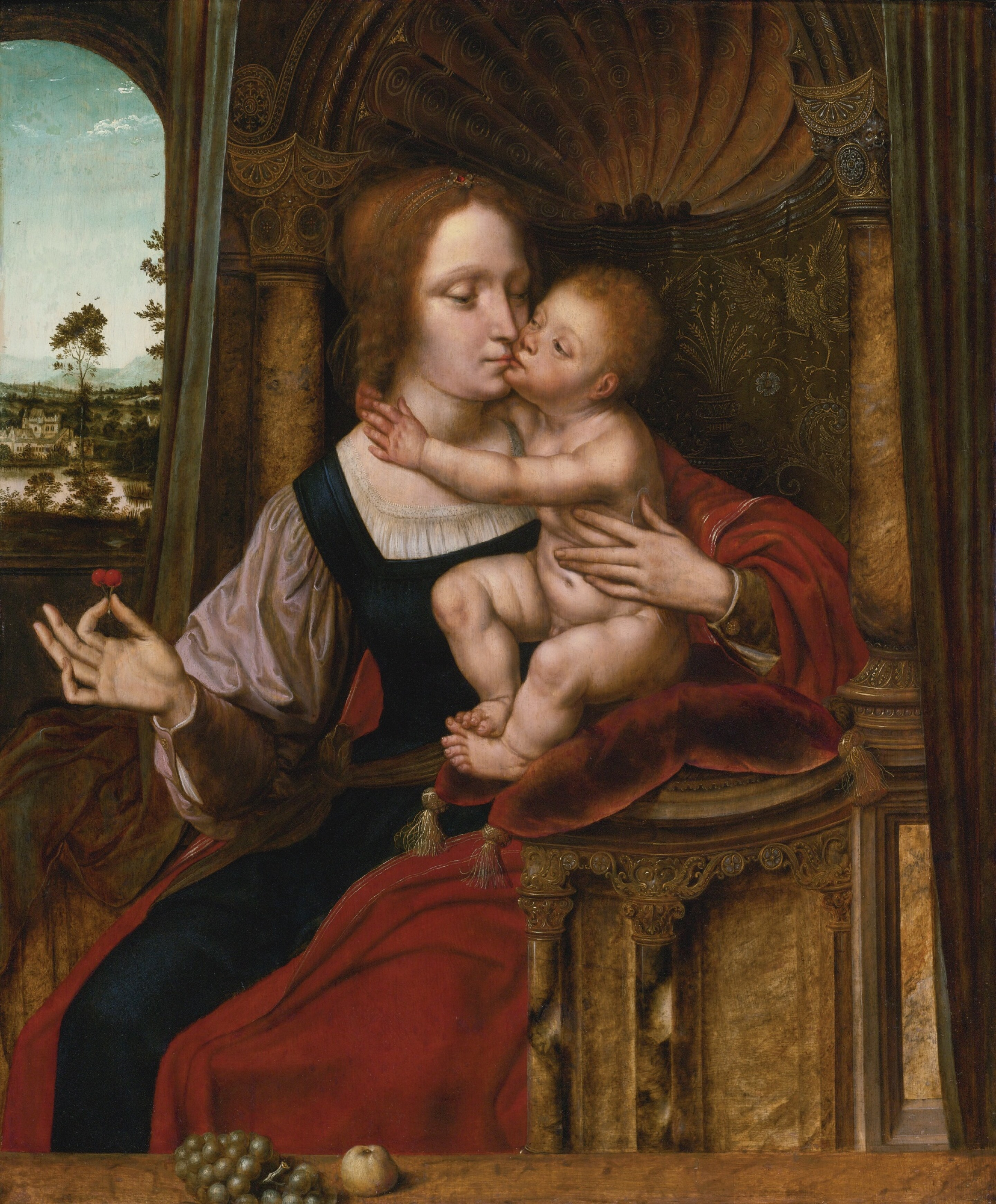
К. Массейс. Мадонна с Младенцем. 1520-е гг. Дерево, масло. Частное собрание
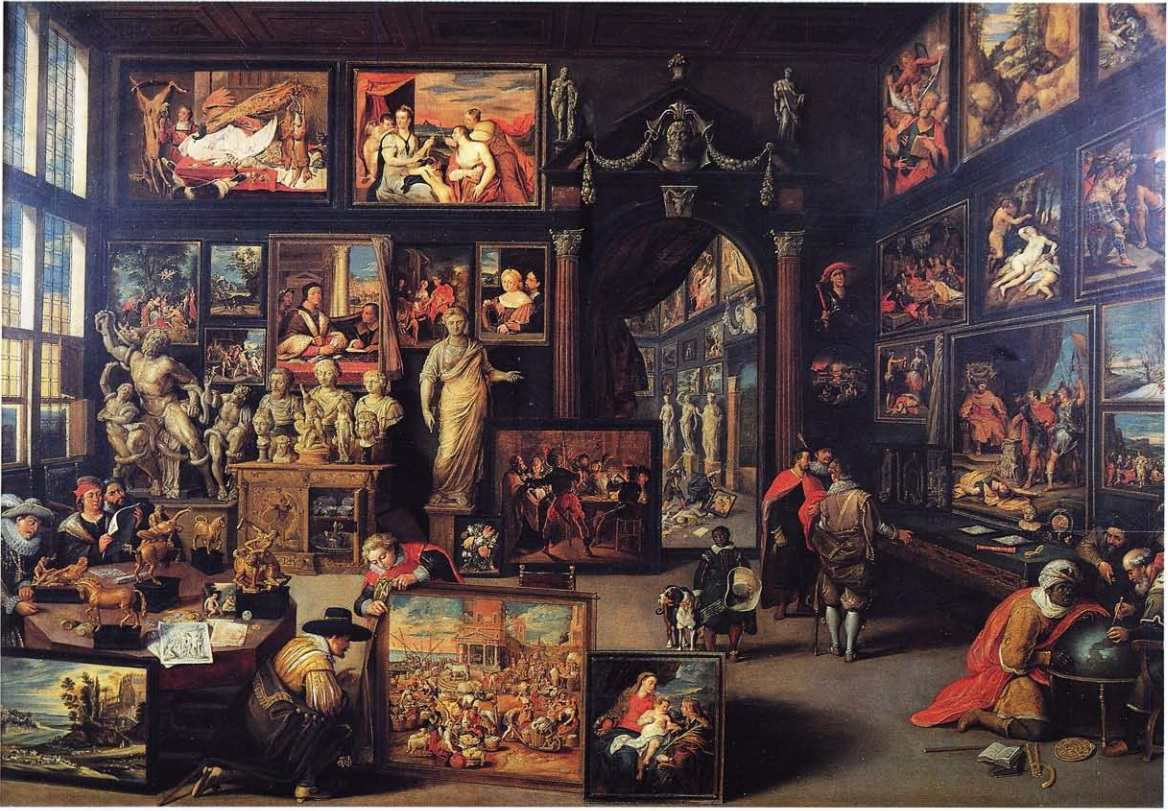
В. ван Хахт. Коллекция Корнелиса ван дер Геста с Парацельсом. 1630-е гг. Дерево, масло. Частное собрание
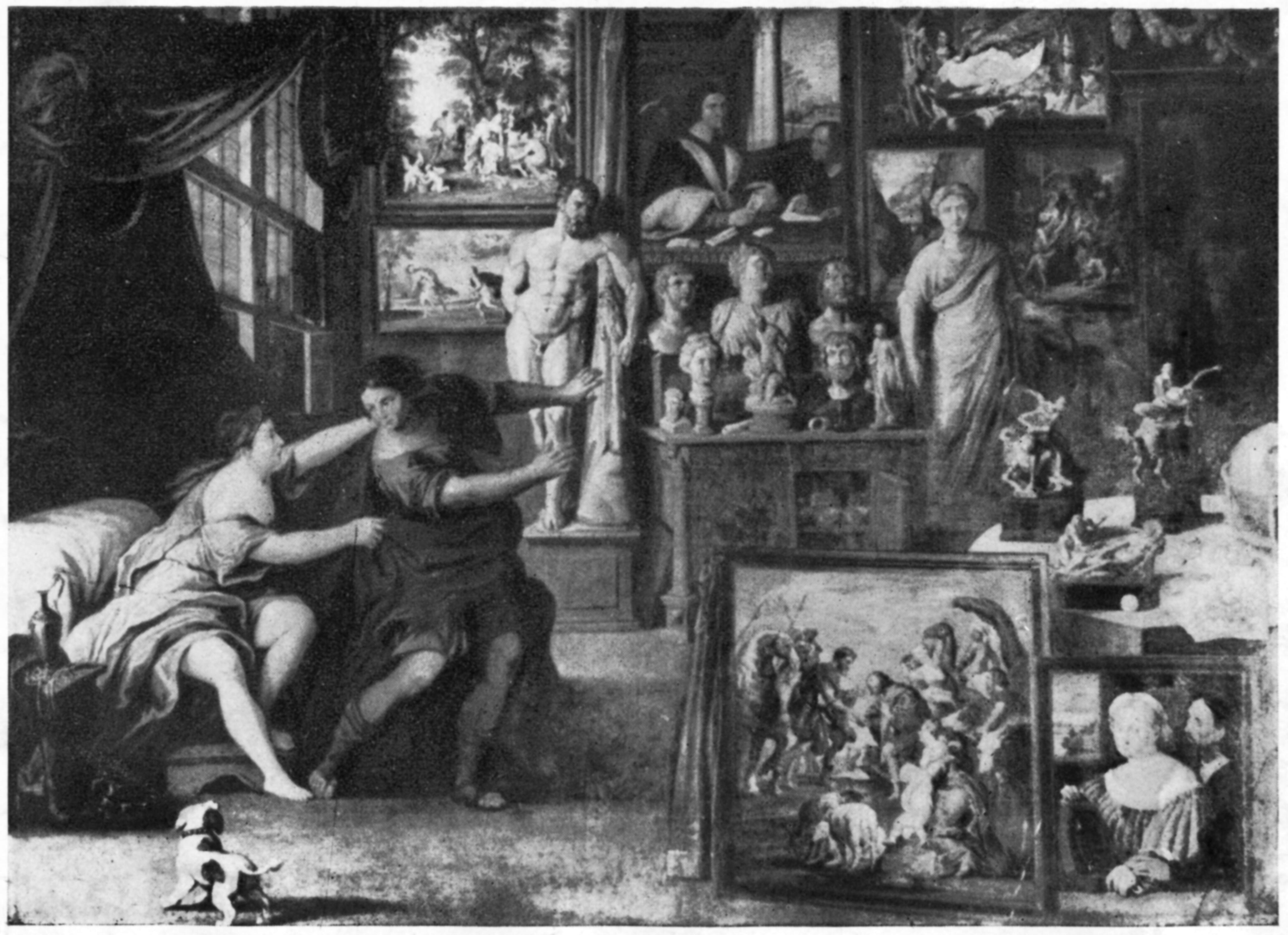
В. ван Хахт. Коллекция Корнелиса ван дер Геста с Иосифом и женой Потифара. 1620-е гг. Дерево, масло. Частное собрание
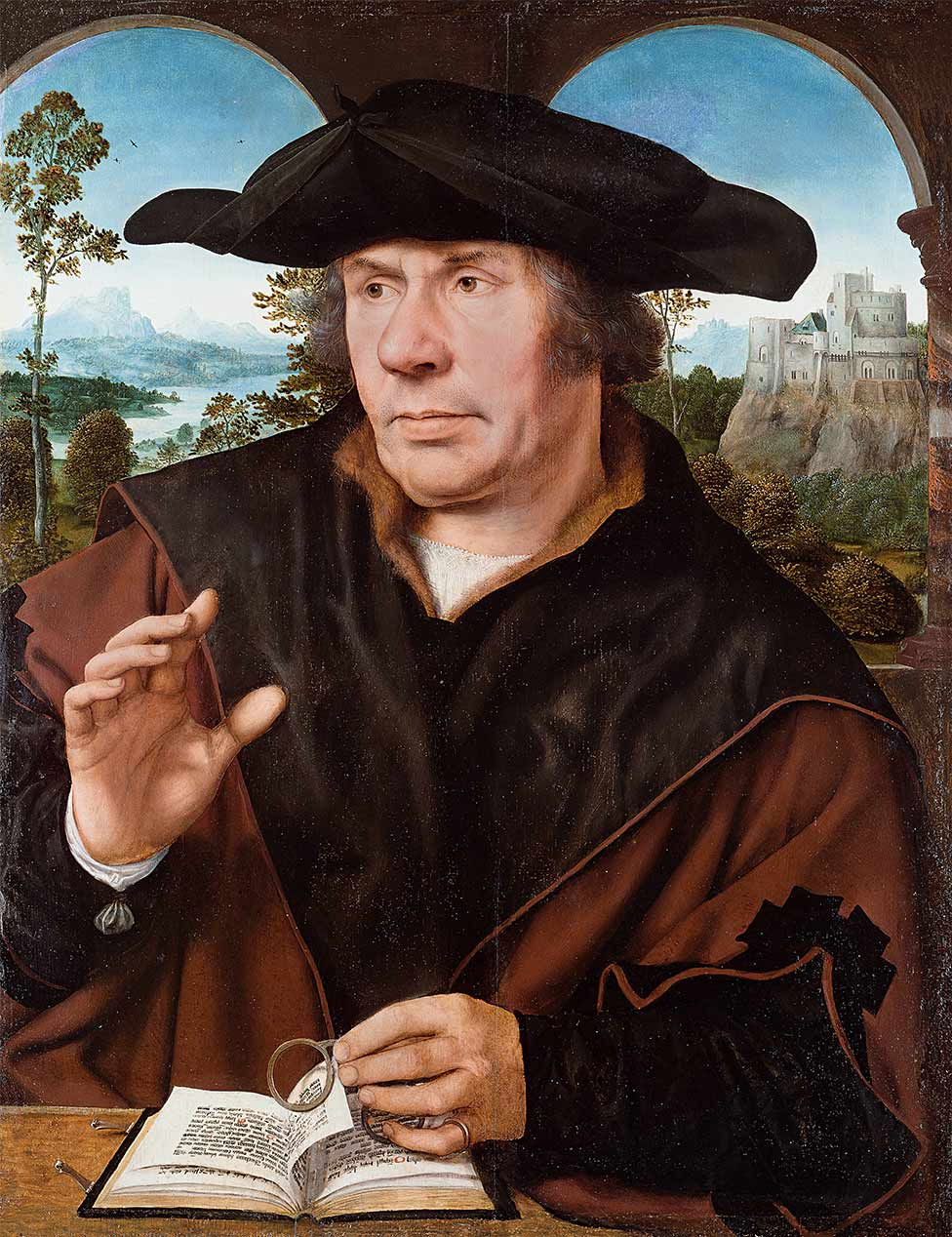
К. Массейс. Мужской портрет (Портрет К. ван дер Геста). Между 1520 и 1525 гг. Дерево, масло. Штеделевский художественный институт, Франкфурт-на-Майне
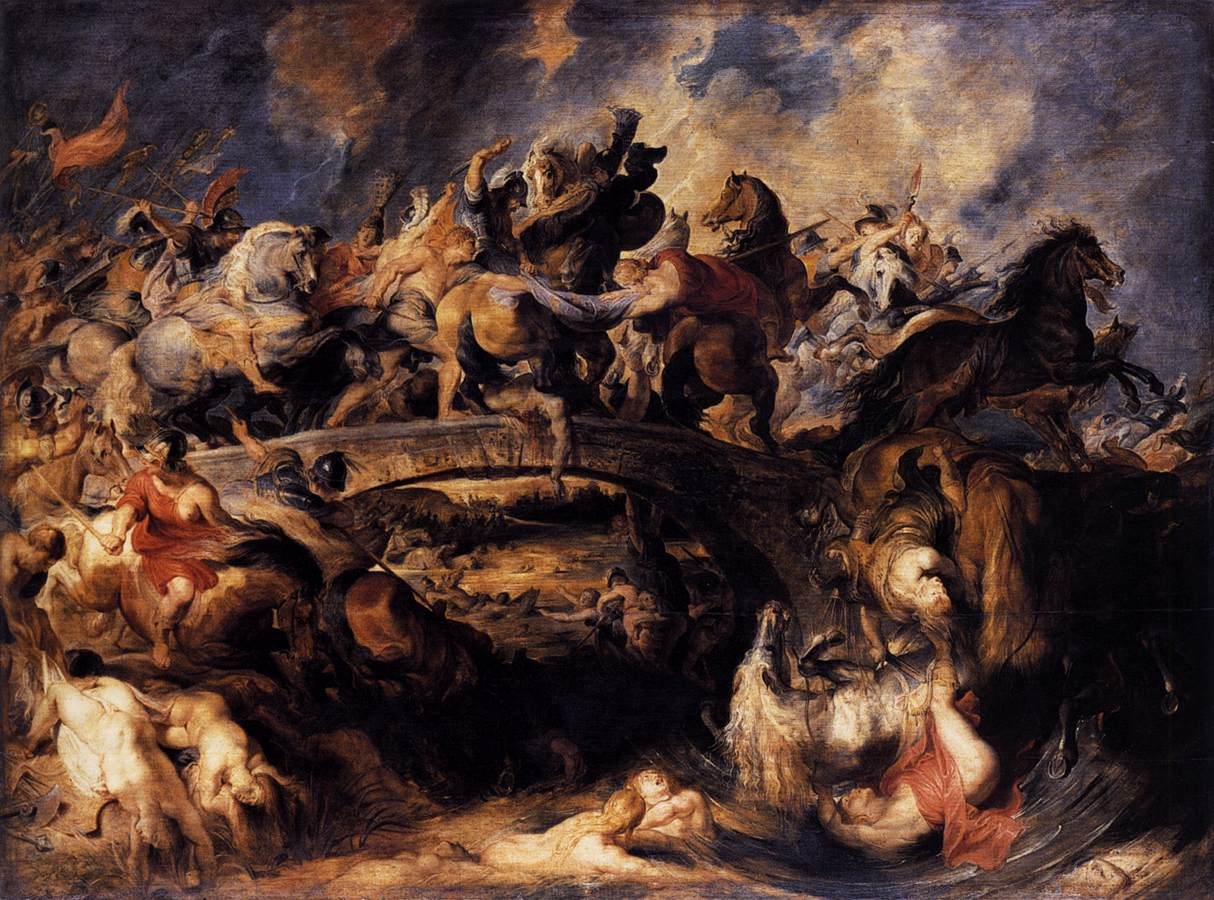
П. П. Рубенс. Битва амазонок. Между 1617 и 1618 гг. Дерево, масло. Старая пинакотека, Мюнхен